# Cusiala kariuzawensis
Cusiala kariuzawensis là một loài bướm đêm trong họ Geometridae.